# Caroline Lamb
Lady Caroline Lamb (geborene Ponsonby, * 13. November 1785 auf Canford House in Dorset; † 26. Januar 1828 in London) war eine britische Schriftstellerin.

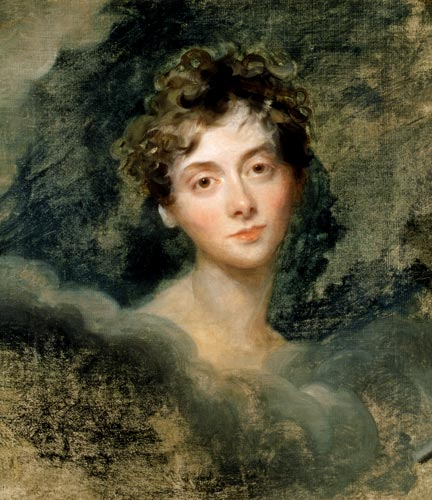
Thomas Lawrence: Porträt von Lady Caroline Lamb, Öl auf Leinwand, um 1805

## Leben
Caroline Ponsonby war die einzige Tochter von vier Kindern des Politikers Frederick Ponsonby, 3. Earl of Bessborough (1758–1844) und seiner Ehefrau Lady Henrietta Frances Spencer (1761–1821), eine Tochter von John Spencer, 1. Earl Spencer und Margaret Georgiana Poyntz. Als Tochter eines Earls führte sie seit 1793 das Höflichkeitsprädikat Lady. Sie wuchs bei ihrer Tante mütterlicherseits, Georgiana Cavendish, Duchess of Devonshire, auf. Ihre Mutter war eine Mätresse des britischen Königs George IV.
Trotz ihrer mangelnden Schulbildung erwies sich Lady Caroline als sehr sprachbegabt und sprach fließend Französisch, Italienisch und Griechisch. Im Juni 1805 heiratete Lady Caroline den englischen Aristokraten und Politiker Hon. William Lamb (1779–1848), der im Juli 1828 den Titel 2. Viscount Melbourne erbte. Nach zwei Fehlgeburten wurde 1807 das einzige Kind des Paares, George Augustus Frederick, geboren.
Im Jahre 1812 traf Lady Caroline den Dichter Lord Byron (1788–1824). Die beiden begannen eine Affäre, die bis 1813 dauerte, aber selbst nach dem Ende des Verhältnisses war Lady Caroline weiterhin von dem Poeten besessen. Ihr Roman Glenarvon, der wie alle ihre anderen Werke zu ihren Lebzeiten anonym erschien, gilt als gothic novel. Beschämt und entehrt beschloss Melbourne, seine Frau zu verlassen, wenngleich die offizielle Trennung erst 1825 stattfand. Lady Caroline starb im Januar 1828 frühzeitig im Alter von 42 Jahren infolge ihres Alkohol- und Drogenkonsums.

## Werke
- Glenarvon, London 1816 (Reprint: Woodstock Press, Oxford 1993, ISBN 1-85477-132-9)
- Graham Hamilton, Colburn, London 1822 (2 Bde.)
- Ada Reiss, Murray, London 1823 (3 Bde.)

## Film
- Robert Bolt (Regie): Lady Caroline Lamb. MGM 1973 (mit Richard Chamberlain, Jon Finch, Sarah Miles, Laurence Olivier u. a.)